# Club Atlético Boca Juniors 1915
Questa voce raccoglie le informazioni riguardanti il Boca Juniors nelle competizioni della stagione 1915.

## Stagione
Il Boca Juniors è nel pieno di un difficile periodo societario. L'addio al quartiere de La Boca ha alienato una gran parte dei tifosi e l'assemblea dei soci raduna soltanto 300 persone. A capo del Boca Juniors Santiago Sana, il presidente che ha avallato la decisione di affittare il nuovo terreno di gioco nel quartiere meridionale di Wilde, ha ceduto l'incarico a Emilio Melinke, accompagnato come vice-presidente da Ludovico Dollenz (che verrà sostituito poco dopo da Juan Brichetto, presidente del Boca Juniors prima della gestione di Santiago Sana). La coppia Melinke-Dollenz capisce che è immediatamente necessaria una svolta, soprattutto in ambito organizzativo e il nuovo statuto del Boca Juniors approva una modifica che allunga il periodo di mandato presidenziale, allo scopo di dare più continuità nella gestione. Le fondamenta per le future vittorie sono poste, ma bisognerà attendere qualche anno.
Comunque sia, Melinke e Dollenz ottengono subito una riappacificazione dei rapporti del Boca Juniors con Pedro Calomino, che si decide a ritornare a giocare con gli Xeneizes. Ma i risultati sportivi nella stagione 1915 non sono eccezionali. L'esperienza "secessionaria" della FAF si esaurisce e il campionato di Primera División della AFA vede la partecipazione di ben 25 squadre. Tra i pali viene scelto di schierare un nuovo portiere, Domingo Zacevich (cresciuto nelle giovanili), mentre nel reparto avanzato (oltre al ritorno di Pedro Calomino), si crede molto nell'arrivo di Enrique Colla, delantero ex-Independiente. Ma la chimica necessaria per competere in un campionato così lungo non si riesce a creare (solo in campionato verranno schierati ben 40 giocatori) e il Boca Juniors parte malissimo, ottenendo la sua prima vittoria stagionale soltanto alla 9ª giornata. Inoltre, subisce due batoste senza precedenti (contro il Racing e il San Isidro) e alla fine del campionato gli Xeneizes ottengono un deludente 14º posto. Nella Copa Competencia il Boca Juniors viene sconfitto al primo turno dal River Plate. L′unica nota positiva della stagione è il percorso del Boca in Copa de Honor, dove però i sogni di gloria si fermano in semifinale contro il Tiro Federal.

### Superclásico
In questa stagione il Boca Juniors affronta il River Plate per 3 volte.
| N° | Data | Competizione                  | Locali       | Risultato | Ospiti       |
| -- | --- | ----------------------------- | ------------ | --------- | ------------ |
| 3° | 2 maggio 1915 | Copa Competencia - Prima fase | Boca Juniors | 1 - 1     | River Plate  |
| 3° | Nota: È il Superclásico più lungo della storia, durato 2 ore e 30 minuti (i 90 minuti regolamentari, più 4 tempi supplementari di 15 minuti ognuno). Permanendo il risultato di pareggio e mancando la luce per poter continuare la partita, l'arbitro ha sospeso il match, che si è disputato nuovamente il 9 maggio 1915. |                               |              |           |              |
| 4° | 9 maggio 1915 | Copa Competencia - Prima fase | River Plate  | 4 - 2     | Boca Juniors |
| 5° | 20 giugno 1915 | Copa Campeonato - 8ª giornata | Boca Juniors | 0 - 2     | River Plate  |

## Maglie e sponsor
| 1ª divisa |

## Rosa
| N. |                      | Ruolo | Calciatore         |
| -- | -------------------- | ----- | ------------------ |
| -- | Argentina (bandiera) | P     | Alberto Brusco     |
| -- | Argentina (bandiera) | P     | Nicolás Fabiani    |
| -- | Argentina (bandiera) | P     | Domingo Zacevich   |
| -- | Argentina (bandiera) | D     | Luis Beltrán       |
| -- | Uruguay (bandiera)   | D     | Luis Cerezo        |
| -- | Argentina (bandiera) | D     | Pedro Davico       |
| -- | Argentina (bandiera) | D     | Adriano Dall'Orso  |
| -- | Argentina (bandiera) | D     | Luis Gaete         |
| -- | Argentina (bandiera) | D     | Juan Garibaldi     |
| -- | Argentina (bandiera) | D     | Horacio Lamelas    |
| -- | Argentina (bandiera) | D     | Juan Mainardi      |
| -- | Argentina (bandiera) | D     | Balbino Ochoa      |
| -- | Argentina (bandiera) | D/C   | Máximo Pieralini   |
| -- | Argentina (bandiera) | D     | Atilio Sana        |
| -- | Argentina (bandiera) | D     | A. Sánchez         |
| -- | Argentina (bandiera) | C/A   | Severiano Alvarez  |
| -- | Argentina (bandiera) | C     | Julio Arcaya       |
| -- | Argentina (bandiera) | C     | J. Barreras        |
| -- | Argentina (bandiera) | C     | Victorio Benvenuto |
| -- | Argentina (bandiera) | C     | Carlos Capellini   |
| -- | Argentina (bandiera) | C     | Romeo Corvetto     |

| N. |                      | Ruolo | Calciatore          |
| -- | -------------------- | ----- | ------------------- |
| -- | Argentina (bandiera) | C     | Alfredo Frattini    |
| -- | Argentina (bandiera) | C     | E. Montagna         |
| -- | Argentina (bandiera) | C     | L. Velázquez        |
| -- | Argentina (bandiera) | C     | Marcelino Vergara   |
| -- | Argentina (bandiera) | A     | José Accineli       |
| -- | Argentina (bandiera) | A     | Paulino Alessi      |
| -- | Argentina (bandiera) | A     | Enrique Bertolini   |
| -- | Argentina (bandiera) | A     | Pedro Bottani       |
| -- | Argentina (bandiera) | A     | Pedro Calomino      |
| -- | Argentina (bandiera) | A     | C. Castro           |
| -- | Argentina (bandiera) | A     | Bartolomé Chiappori |
| -- | Argentina (bandiera) | A     | Enrique Colla       |
| -- | Argentina (bandiera) | A     | Luis Galeano        |
| -- | Argentina (bandiera) | A     | Juan Gelmi          |
| -- | Argentina (bandiera) | A     | Manuel Lodeiro      |
| -- | Argentina (bandiera) | A     | Alfredo Maggi       |
| -- | Argentina (bandiera) | A     | Francisco Roldán    |
| -- | Argentina (bandiera) | A     | Luis Ruggiero       |
| -- | Argentina (bandiera) | A     | Alfredo Taggino     |
| -- | Argentina (bandiera) | A     | Francisco Taggino   |

## Calciomercato

### Operazioni esterne alle sessioni
| Acquisti         | Acquisti            | Acquisti         | Acquisti         |
| Altre operazioni | Altre operazioni    | Altre operazioni | Altre operazioni |
| R.               | Nome                | da               | Modalità         |
| ---------------- | ------------------- | ---------------- | ---------------- |
| P                | Alberto Brusco      | -                | -                |
| P                | Nicolás Fabiani     | -                | -                |
| P                | Domingo Zacevich    | -                | -                |
| D                | Luis Beltrán        | -                | -                |
| D                | Luis Cerezo         | -                | -                |
| D                | Pedro Davico        | -                | -                |
| D                | Luis Gaete          | -                | -                |
| D                | Juan Mainardi       | -                | -                |
| D                | Balbino Ochoa       | -                | -                |
| D                | A. Sánchez          | -                | -                |
| C/A              | Severiano Alvarez   | -                | -                |
| C                | Julio Arcaya        | -                | -                |
| C                | J. Barreras         | -                | -                |
| C                | Victorio Benvenuto  | -                | -                |
| C                | Alfredo Frattini    | -                | -                |
| C                | E. Montagna         | -                | -                |
| C                | L. Velázquez        | -                | -                |
| A                | José Accineli       | -                | -                |
| A                | Paulino Alessi      | -                | -                |
| A                | Pedro Bottani       | -                | -                |
| A                | Pedro Calomino      | -                | -                |
| A                | C. Castro           | -                | -                |
| A                | Bartolomé Chiappori | -                | -                |
| A                | Enrique Colla       | -                | -                |
| A                | Luis Galeano        | -                | -                |
| A                | Juan Gelmi          | -                | -                |
| A                | Manuel Lodeiro      | -                | -                |
| A                | Alfredo Maggi       | -                | -                |
| A                | Francisco Roldán    | -                | -                |
| A                | Luis Ruggiero       | -                | -                |
| A                | Alfredo Taggino     | -                | -                |

| Cessioni         | Cessioni           | Cessioni         | Cessioni         |
| Altre operazioni | Altre operazioni   | Altre operazioni | Altre operazioni |
| R.               | Nome               | a                | Modalità         |
| ---------------- | ------------------ | ---------------- | ---------------- |
| A                | Francisco Taggino  | -                | -                |
| P                | Juan Bruzán        | -                | -                |
| C                | Juan Delgado       | -                | -                |
| C                | Luis Giardini      | -                | -                |
| C                | Policarpo Martínez | -                | -                |
| A                | Donato Abbatángelo | -                | -                |
| A                | Orlando Bergalli   | -                | -                |
| A                | Isidoro Cotero     | -                | -                |
| A                | A. Dávila          | -                | -                |
| A                | Roberto De Pietri  | -                | -                |
| A                | J. Duboise         | -                | -                |
| A                | Francisco Fuentes  | -                | -                |
| A                | Adolfo Montero     | -                | -                |
| A                | Ángel Romano       | -                | -                |

## Risultati

### Copa Campeonato
| Arbitro: | Alfano |

|                 |           |           |
| Cappelletti 15’ | Marcatori | 20’ Gelmi |

| Arbitro: | Lambrechts |

|            |           |                                           |
| Roldán 19’ | Marcatori | 12’ Fourcade 49’ (aut.) Zacevich 75’ Roel |

| Arbitro: | Gil |

|                      |           |           |
| Pisa 75’ Colombo 80’ | Marcatori | 60’ Colla |

| Arbitro: | Guassoni |

|             |           |               |
| Alvarez 80’ | Marcatori | 82’ Bertorini |

| Arbitro: | Barbera |

|                                          |           |               |
| A.B. Cullerme 50’ Oliva 57’ Vignoles 68’ | Marcatori | 80’ Bertolini |

| Arbitro: | Mac Carthy |

|  |           |                                                                                                   |
|  | Marcatori | 15’ (aut.) Zacevich 17’ Marcovecchio 32’ Ohaco 40’ Marcovecchio 57’ Marcovecchio 72’ Marcovecchio |

| Arbitro: | Gil |

|                                         |           |  |
| Lazcano 20’ Girotto 37’ R. Leonardi 60’ | Marcatori |  |

| Arbitro: | Gil |

|  |           |                       |
|  | Marcatori | 15’ Penney 83’ Penney |

| Arbitro: | Cursach |

|                                      |           |              |
| Calomino 7’ Alvarez 67’ Calomino 75’ | Marcatori | 60’ Dannaher |

| Arbitro: | Cooke |

|  |           |             |
|  | Marcatori | 57’ Caldera |

| Arbitro: | Rolón |

|  |           |             |
|  | Marcatori | 37’ Alvarez |

| Arbitro: | Benyón |

|                                     |           |  |
| Calomino 15’ Calomino 30’ Colla 82’ | Marcatori |  |

| Arbitro: | Lambrechts |

|              |           |           |
| Calomino 26’ | Marcatori | 65’ Raggi |

| Buenos Aires 1 agosto 1915 14ª giornata | Boca Juniors | 0 – 0 referto | Porteño | Stadio del Boca Juniors (Wilde)\| Arbitro: \| Lambrechts \| |
| Arbitro:                                | Lambrechts   |               |         |                                                             |

| Arbitro: | Rolón |

|                       |           |                                         |
| Costas 70’ Rogers 75’ | Marcatori | 60’ Calomino 65’ Galeano 77’ F. Taggino |

| Arbitro: | Lambrechts |

|                        |           |                   |
| Colla 25’ Calomino 47’ | Marcatori | 65’ Pini 75’ Pini |

| Arbitro: | Vacarezza |

|  |           |                                      |
|  | Marcatori | 15’ Bertolini 22’ Calomino 30’ Colla |

| Arbitro: | Guassoni |

| |           |  |
| Sayanes 1’ J. Fernández 12’ E. Fernández 20’ J. Fernández 28’ J. Fernández 30’ Marini 75’ J. Fernández 82’ | Marcatori |  |

| Arbitro: | Rolón |

|  |           |                                         |
|  | Marcatori | 56’ (rig.) Calomino 67’ Colla 79’ Colla |

| Arbitro: | Vacarezza |

|                             |           |              |
| Heisinger 7’ Bernasconi 20’ | Marcatori | 65’ Calomino |

| Arbitro: | Rolón |

|                  |           |  |
| Croce 75’ (rig.) | Marcatori |  |

| Buenos Aires 1 novembre 1915 22ª giornata | Boca Juniors | 0 – 0 referto | Argentino (Q) | Stadio del Boca Juniors (Wilde)\| Arbitro: \| Vacarezza \| |
| Arbitro:                                  | Vacarezza    |               |               |                                                            |

| Arbitro: | Mac Carthy |

|                                                                            |           |  |
| Coll 30’ (aut.) F. Taggino 35’ Galeano 42’ Coll 80’ (aut.) Coll 82’ (aut.) | Marcatori |  |

| Arbitro: | Cursach |

|  |           |                                   |
|  | Marcatori | 30’ Colla 85’ J. Mendy 85’ (aut.) |

### Copa de Competencia Jockey Club

#### Prima fase
| Arbitro: | Guassoni |

|           |           |            |
| Colla 35’ | Marcatori | 39’ García |

Permanendo lo stato di parità dopo la disputa di ben 4 tempi supplementari, l'arbitro Guassoni ha sospeso la partita per mancanza di illuminazione sul terreno di gioco e la partita è stata rigiocata.
| Arbitro: | Gil |

|                                                     |           |                               |
| Chiappe 15’ (rig.) Simmons 22’ Penney 48’ Fraga 75’ | Marcatori | 5’ Bertolini 28’ (rig.) Ochoa |

Con la sconfitta contro il River Plate, il Boca Juniors è stato eliminato dalla Copa Competencia.

### Copa de Honor

#### Prima fase
| Arbitro: | Gil |

|           |           |                          |
| Croce 82’ | Marcatori | 31’ F. Taggino 55’ Colla |

Con la vittoria contro l'Estudiantes de Buenos Aires, il Boca Juniors si qualifica alla Seconda fase della Copa de Honor.

#### Seconda fase
| Arbitro: | Barbera |

|                         |           |  |
| F. Taggino 8’ Colla 16’ | Marcatori |  |

Con la vittoria contro il Tigre, il Boca Juniors si qualifica agli Ottavi di finale della Copa de Honor.

#### Ottavi di finale
| Arbitro: | Vaccarezza |

|  |           |           |
|  | Marcatori | 10’ Colla |

Grazie alla vittoria sul Kimberley, il Boca Juniors si qualifica ai Quarti di finale di Copa de Honor.

#### Quarti di finale
| Arbitro: | Guassoni |

|                         |           |  |
| Colla 10’ Bertolini 78’ | Marcatori |  |

Grazie alla vittoria sull'Huracán, il Boca Juniors si qualifica alle Semifinali di Copa de Honor.

#### Semifinali
| Arbitro: | Gil |

|          |           |           |
| Colla 6’ | Marcatori | 63’ Guidi |

Permanendo il pareggio dopo i 90 minuti regolamentari, non sono bastati altri tre tempi supplementari (di 30 minuti i primi due e di 15 minuti il terzo) per rompere l'equilibrio della sfida tra Boca Juniors e Tiro Federal. Per mancanza di illuminazione l'arbitro ha interrotto la partita, che si è rigiocata una settimana dopo.
| Arbitro: | Gil |

|                                            |           |  |
| Guidi 35’ Guidi 75’ Guidi 80’ Pimentel 85’ | Marcatori |  |

Con la sconfitta per 4-0 contro il Tiro Federal, il Boca Juniors è stato eliminato dalla Copa de Honor.

## Statistiche

### Statistiche di squadra
| Competizione     | In casa | In casa | In casa | In casa | In casa | In casa | In trasferta | In trasferta | In trasferta | In trasferta | In trasferta | In trasferta | Totale | Totale | Totale | Totale | Totale | Totale | DR |
| Competizione     | G       | V       | N       | P       | Gf      | Gs      | G            | V            | N            | P            | Gf           | Gs           | G      | V      | N      | P      | Gf     | Gs     | DR |
| ---------------- | ------- | ------- | ------- | ------- | ------- | ------- | ------------ | ------------ | ------------ | ------------ | ------------ | ------------ | ------ | ------ | ------ | ------ | ------ | ------ | -- |
| Copa Campeonato  | 12      | 3       | 5       | 4       | 16      | 17      | 12           | 5            | 1            | 6            | 15           | 22           | 24     | 8      | 6      | 10     | 32     | 38     | -6 |
| Copa Competencia | 1       | 0       | 1       | 0       | 1       | 1       | 1            | 0            | 0            | 1            | 2            | 4            | 2      | 0      | 1      | 1      | 3      | 5      | -2 |
| Copa de Honor    | 3       | 2       | 1       | 0       | 5       | 1       | 3            | 2            | 0            | 1            | 3            | 5            | 6      | 4      | 1      | 1      | 8      | 6      | +2 |
| Totale           | 16      | 5       | 7       | 4       | 22      | 19      | 16           | 7            | 1            | 8            | 20           | 31           | 32     | 12     | 10     | 12     | 43     | 49     | -6 |

### Statistiche individuali
| Giocatore    | Primera División | Primera División | Primera División | Primera División | Copa Competencia | Copa Competencia | Copa Competencia | Copa Competencia | Copa de Honor | Copa de Honor | Copa de Honor | Copa de Honor | Totale   | Totale | Totale      | Totale     |
| Giocatore    | Presenze         | Reti             | Ammonizioni      | Espulsioni       | Presenze         | Reti             | Ammonizioni      | Espulsioni       | Presenze      | Reti          | Ammonizioni   | Espulsioni    | Presenze | Reti   | Ammonizioni | Espulsioni |
| ------------ | ---------------- | ---------------- | ---------------- | ---------------- | ---------------- | ---------------- | ---------------- | ---------------- | ------------- | ------------- | ------------- | ------------- | -------- | ------ | ----------- | ---------- |
| J. Accineli  | 1                | 0                | 0                | 0                | 0                | 0                | 0                | 0                | 1             | 0             | 0             | 0             | 2        | 0      | 0           | 0          |
| P. Alessi    | 2                | 0                | 0                | 0                | 0                | 0                | 0                | 0                | 2             | 0             | 0             | 0             | 4        | 0      | 0           | 0          |
| S. Alvarez   | 16               | 3                | 0                | 0                | 1                | 0                | 0                | 0                | 4             | 0             | 0             | 0             | 21       | 3      | 0           | 0          |
| J. Arcaya    | 1                | 0                | 0                | 0                | 0                | 0                | 0                | 0                | 0             | 0             | 0             | 0             | 1        | 0      | 0           | 0          |
| J. Barreras  | 1                | 0                | 0                | 0                | 0                | 0                | 0                | 0                | 0             | 0             | 0             | 0             | 1        | 0      | 0           | 0          |
| L. Beltrán   | 2                | 0                | 0                | 0                | 0                | 0                | 0                | 0                | 0             | 0             | 0             | 0             | 2        | 0      | 0           | 0          |
| V. Benvenuto | 1                | 0                | 0                | 0                | 0                | 0                | 0                | 0                | 1             | 0             | 0             | 0             | 2        | 0      | 0           | 0          |
| E. Bertolini | 14               | 2                | 0                | 0                | 2                | 1                | 0                | 0                | 5             | 1             | 0             | 0             | 21       | 4      | 0           | 0          |
| A. Brusco    | 1                | 0                | 0                | 0                | 0                | 0                | 0                | 0                | 0             | 0             | 0             | 0             | 1        | 0      | 0           | 0          |
| P. Bottani   | 1                | 0                | 0                | 0                | 0                | 0                | 0                | 0                | 0             | 0             | 0             | 0             | 1        | 0      | 0           | 0          |
| P. Calomino  | 10               | 10               | 0                | 0                | 0                | 0                | 0                | 0                | 0             | 0             | 0             | 0             | 10       | 10     | 0           | 0          |
| C. Capellini | 17               | 0                | 0                | 0                | 2                | 0                | 0                | 0                | 4             | 0             | 0             | 0             | 23       | 0      | 0           | 0          |
| C. Castro    | 1                | 0                | 0                | 0                | 0                | 0                | 0                | 0                | 0             | 0             | 0             | 0             | 1        | 0      | 0           | 0          |
| L. Cerezo    | 7                | 0                | 0                | 0                | 0                | 0                | 0                | 0                | 1             | 0             | 0             | 0             | 8        | 0      | 0           | 0          |
| B. Chiappori | 1                | 0                | 0                | 0                | 0                | 0                | 0                | 0                | 0             | 0             | 0             | 0             | 1        | 0      | 0           | 0          |
| O. Cichero   | 0                | 0                | 0                | 0                | 1                | 0                | 0                | 0                | 0             | 0             | 0             | 0             | 1        | 0      | 0           | 0          |
| E. Colla     | 24               | 7                | 0                | 0                | 2                | 1                | 0                | 0                | 6             | 5             | 0             | 0             | 32       | 13     | 0           | 0          |
| R. Corvetto  | 1                | 0                | 0                | 0                | 0                | 0                | 0                | 0                | 0             | 0             | 0             | 0             | 1        | 0      | 0           | 0          |
| A. Dall'Orso | 0                | 0                | 0                | 0                | 0                | 0                | 0                | 0                | 1             | 0             | 0             | 0             | 1        | 0      | 0           | 0          |
| P. Davico    | 6                | 0                | 0                | 0                | 1                | 0                | 0                | 0                | 0             | 0             | 0             | 0             | 7        | 0      | 0           | 0          |
| N. Fabiani   | 1                | 0                | 0                | 0                | 0                | 0                | 0                | 0                | 0             | 0             | 0             | 0             | 1        | 0      | 0           | 0          |
| A. Frattini  | 17               | 0                | 0                | 0                | 0                | 0                | 0                | 0                | 6             | 0             | 0             | 0             | 23       | 0      | 0           | 0          |
| L. Gaete     | 2                | 0                | 0                | 0                | 0                | 0                | 0                | 0                | 0             | 0             | 0             | 0             | 2        | 0      | 0           | 0          |
| L. Galeano   | 10               | 2                | 0                | 0                | 0                | 0                | 0                | 0                | 3             | 0             | 0             | 0             | 13       | 2      | 0           | 0          |
| J. Garibaldi | 3                | 0                | 0                | 0                | 0                | 0                | 0                | 0                | 1             | 0             | 0             | 0             | 4        | 0      | 0           | 0          |
| J. Gelmi     | 6                | 1                | 0                | 0                | 2                | 0                | 0                | 0                | 3             | 0             | 0             | 0             | 11       | 1      | 0           | 0          |
| H. Lamelas   | 19               | 0                | 0                | 1                | 0                | 0                | 0                | 0                | 5             | 0             | 0             | 0             | 24       | 0      | 0           | 1          |
| M. Lodeiro   | 1                | 0                | 0                | 0                | 0                | 0                | 0                | 0                | 0             | 0             | 0             | 0             | 1        | 0      | 0           | 0          |
| A. Maggi     | 1                | 0                | 0                | 0                | 0                | 0                | 0                | 0                | 1             | 0             | 0             | 0             | 2        | 0      | 0           | 0          |
| J. Mainardi  | 3                | 0                | 0                | 0                | 2                | 0                | 0                | 0                | 1             | 0             | 0             | 0             | 6        | 0      | 0           | 0          |
| E. Montagna  | 2                | 0                | 0                | 0                | 0                | 0                | 0                | 0                | 0             | 0             | 0             | 0             | 2        | 0      | 0           | 0          |
| B. Ochoa     | 6                | 0                | 0                | 0                | 2                | 1                | 0                | 0                | 3             | 0             | 0             | 0             | 11       | 1      | 0           | 0          |
| M. Pieralini | 24               | 0                | 0                | 0                | 2                | 0                | 0                | 0                | 6             | 0             | 0             | 0             | 32       | 0      | 0           | 0          |
| F. Roldán    | 6                | 1                | 0                | 0                | 1                | 0                | 0                | 0                | 1             | 0             | 0             | 0             | 8        | 1      | 0           | 0          |
| L. Ruggiero  | 2                | 0                | 0                | 0                | 0                | 0                | 0                | 0                | 0             | 0             | 0             | 0             | 2        | 0      | 0           | 0          |
| A. Sana      | 1                | 0                | 0                | 0                | 0                | 0                | 0                | 0                | 1             | 0             | 0             | 0             | 2        | 0      | 0           | 0          |
| A. Sánchez   | 1                | 0                | 0                | 0                | 0                | 0                | 0                | 0                | 0             | 0             | 0             | 0             | 1        | 0      | 0           | 0          |
| A. Taggino   | 1                | 0                | 0                | 0                | 0                | 0                | 0                | 0                | 0             | 0             | 0             | 0             | 1        | 0      | 0           | 0          |
| F. Taggino   | 19               | 2                | 0                | 0                | 2                | 0                | 0                | 0                | 6             | 2             | 0             | 0             | 27       | 4      | 0           | 0          |
| L. Velázquez | 1                | 0                | 0                | 0                | 0                | 0                | 0                | 0                | 0             | 0             | 0             | 0             | 1        | 0      | 0           | 0          |
| M. Vergara   | 3                | 0                | 0                | 0                | 0                | 0                | 0                | 0                | 0             | 0             | 0             | 0             | 3        | 0      | 0           | 0          |
| D. Zacevich  | 22               | 0                | 0                | 0                | 2                | 0                | 0                | 0                | 6             | 0             | 0             | 0             | 30       | 0      | 0           | 0          |